# Viperidae
Super-famille
Famille
Les Viperidae, ou vipéridés, sont une famille de serpents. Elle a été créée par Nicolaus Michael Oppel en 1811. Elle comprend entre autres les vipères et les crotales.

## Répartition
Les espèces de cette famille se rencontrent en Amérique, en Afrique, en Asie et en Europe. Cette famille est absente d'Australie, et seule la vipère péliade se trouve au-delà du cercle polaire Arctique.

## Description

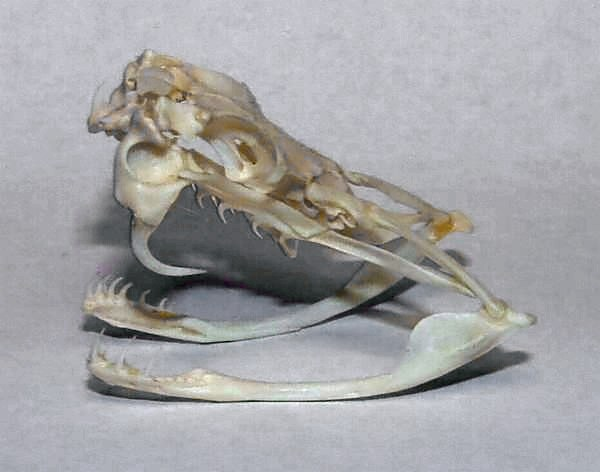
Crâne de crotale, montrant la denture solénoglyphe des viperidae

Les espèces de cette famille sont toutes carnivores et venimeuses. Leur venin est en géneral hémotoxique et cytotoxique, participant à la digestion de la proie, et aussi neurotoxique pour certaines espèces comme Crotalus durissus et Vipera aspis zinnikeri. Ces animaux contrôlent dans une certaine mesure la quantité de venin injecté, selon la taille de la proie et les circonstances, car leur réserve est limitée et assez longue à se renouveler.
Les vipéridés sont dotés de crochets creusés chacun d'un canal par lequel s'écoule le venin. Ces crochets sont longs par rapport à la bouche et peuvent y rentrer en étant disposés sur un os mobile à l'avant de la mâchoire, de façon à être rangés parallèlement à l'os maxillaire dans une gaine quand la bouche est fermée, et à se déployer lorsque l'animal ouvre sa bouche (ce qu'il peut faire très largement, à près de 180°). Ce type de denture est dite solénoglyphe.
Ce sont des serpents de taille moyenne, dont la longueur est en général inférieure à un mètre et demi, les plus grandes espèces atteignant exceptionnellement plus de deux mètres. Les espèces du genre Lachesis peuvent cependant dépasser les trois mètres de long. Ces serpents sont reconnaissables à leur tête caractéristique plus ou moins large et triangulaire, couverte de nombreuses petites écailles, avec des pupilles verticales. Il existe cependant des exceptions : les genres Causus, Azemiops, Calloselasma, Gloydius, Agkistrodon, Sistrurus, Deinagkistrodon ou même une espèce de Crotalus (C. ravus) ont les neuf grandes écailles en plaques sur la partie antérieure du dessus de la tête comme les couleuvres et les Élapidés, le genre Causus est en outre le seul à avoir des pupilles rondes. Beaucoup d'espèces ont un aspect trapu avec une queue courte, et présentent des écailles carénées sur le corps, mais ce n'est pas le cas pour certains genres forestiers ou arboricoles.
La plupart sont ovovivipares sauf les espèces des genres Causus et Lachesis qui sont ovipares.

## Alimentation
Les vipéridés sont tous carnivores et consomment diverses proies d'assez petite taille, principalement des rongeurs et autres micromammifères bien que certaines espèces soient aussi capable de se nourrir de reptiles et d'amphibiens.

## Liste des sous-familles et genres
Selon The Reptile Database (22 janvier 2014) :
- Azemiopinae Liem, Marx & Rabb, 1971
  - Azemiops Boulenger, 1888
- Viperinae Oppel, 1811 - vipères
  - Atheris Cope, 1862
  - Bitis Gray, 1842
  - Causus Wagler, 1830
  - Cerastes Laurenti, 1768
  - Daboia Gray, 1842
  - Echis Merrem, 1820
  - Eristicophis Alcock, 1896
  - Macrovipera Reuss, 1927
  - Montatheris Broadley 1996
  - Montivipera Nilson, Tuniyev, Andrén, Orlov, Joger & Herrmann, 1999
  - Proatheris Broadley 1996
  - Pseudocerastes Boulenger, 1896
  - Vipera Laurenti, 1768
- Crotalinae Oppel, 1811 - crotales
  - Agkistrodon Palisot de Beauvois, 1799
  - Atropoides Werman, 1992
  - Bothriechis Peters, 1859
  - Bothriopsis Peters, 1861
  - Bothrocophias Gutberlet & Campbell, 2001
  - Bothropoides Fenwick, Gutberlet, Evans & Parkinson, 2009
  - Bothrops Wagler, 1824
  - Calloselasma Cope, 1860
  - Cerrophidion Campbell & Lamar, 1992
  - Crotalus Linnaeus, 1758
  - Deinagkistrodon Gloyd, 1979
  - Garthius Malhotra & Thorpe, 2004
  - Gloydius Hoge & Romano-Hoge, 1981
  - Hypnale Fitzinger, 1843
  - Lachesis Daudin, 1803
  - Mixcoatlus Jadin, Smith & Campbell, 2011
  - Ophryacus Cope, 1887
  - Ovophis Burger, 1981
  - Porthidium Cope, 1871
  - Protobothrops Hoge & Romano-Hoge, 1983
  - Rhinocerophis Garman, 1881
  - Sistrurus Garman, 1883
  - Trimeresurus Lacepede, 1804
  - Tropidolaemus Wagler, 1830

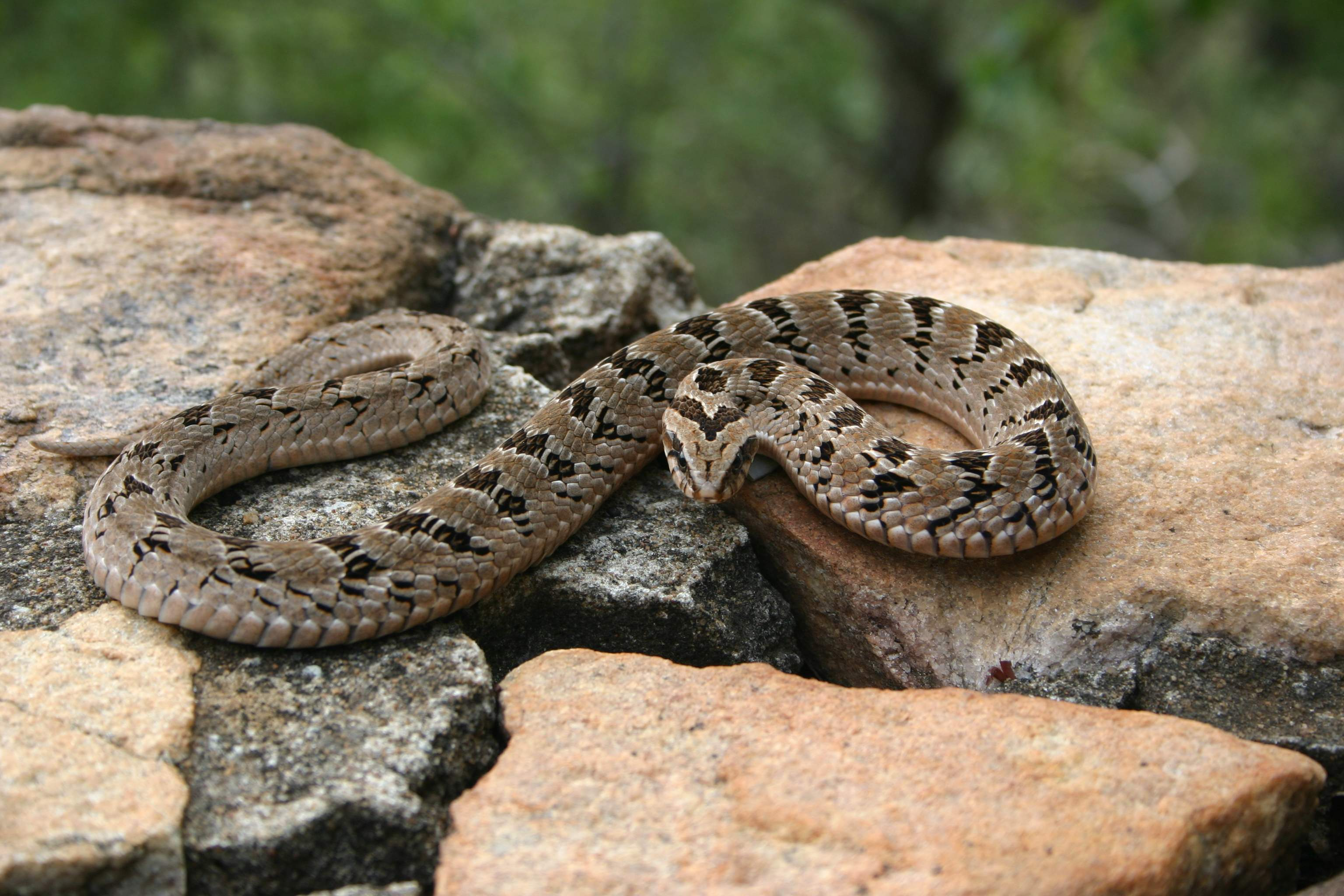
Causus rhombeatus
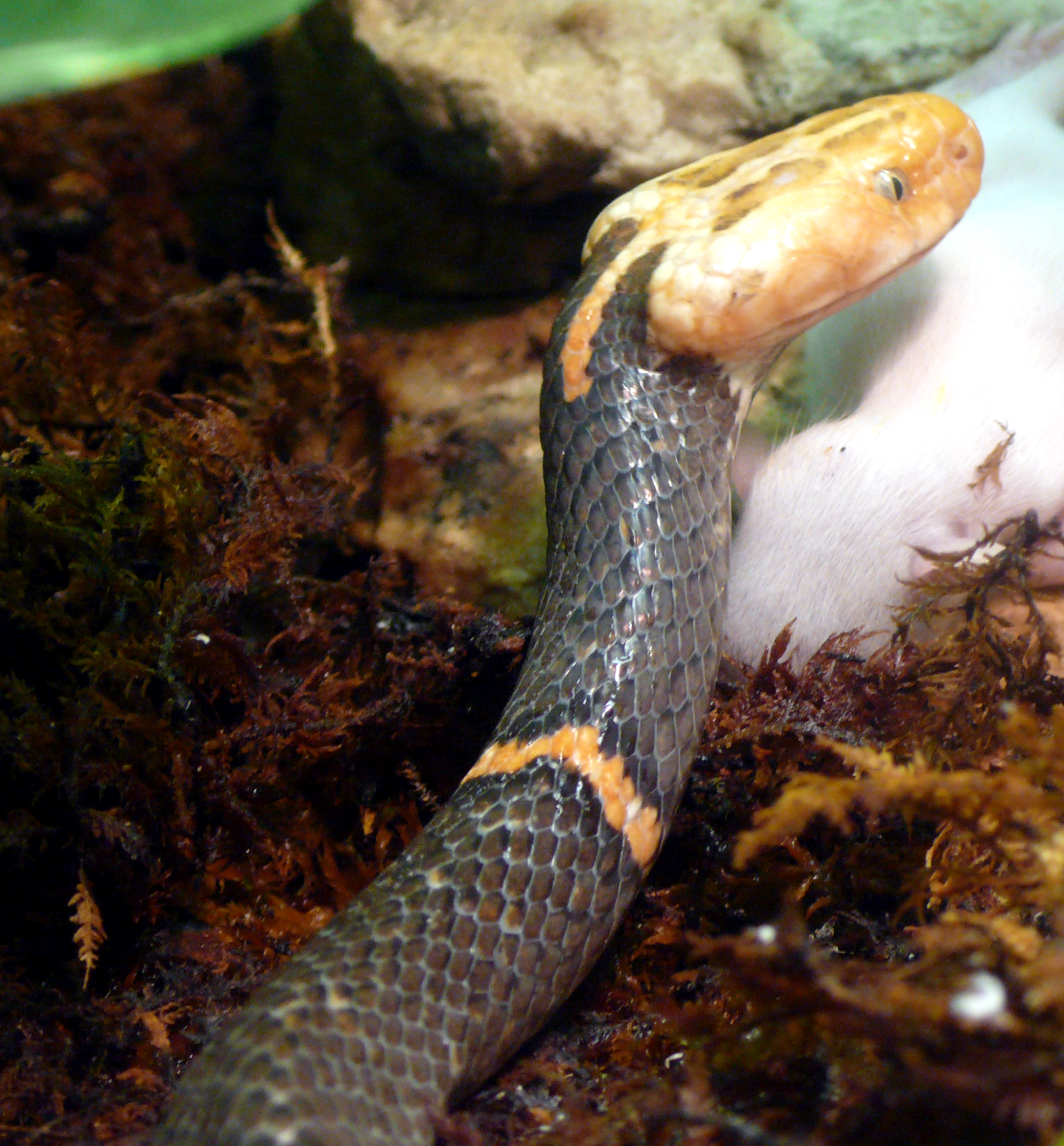
Azemiops feae
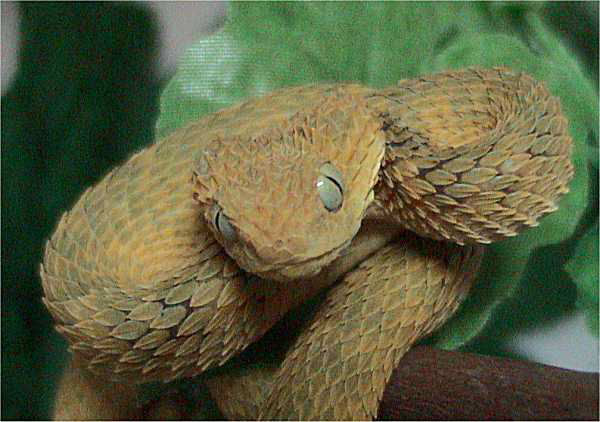
Atheris squamigera
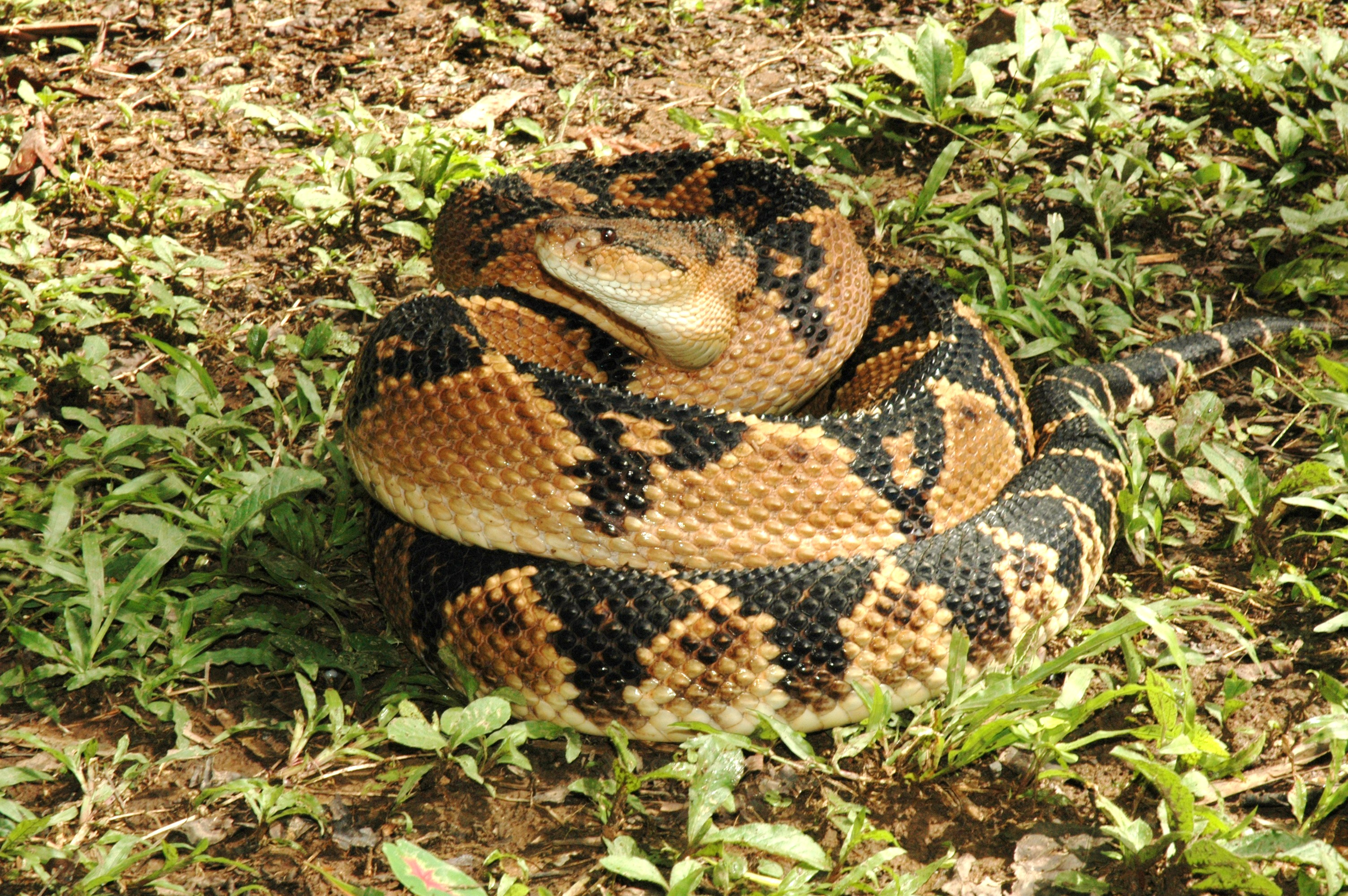
Lachesis muta
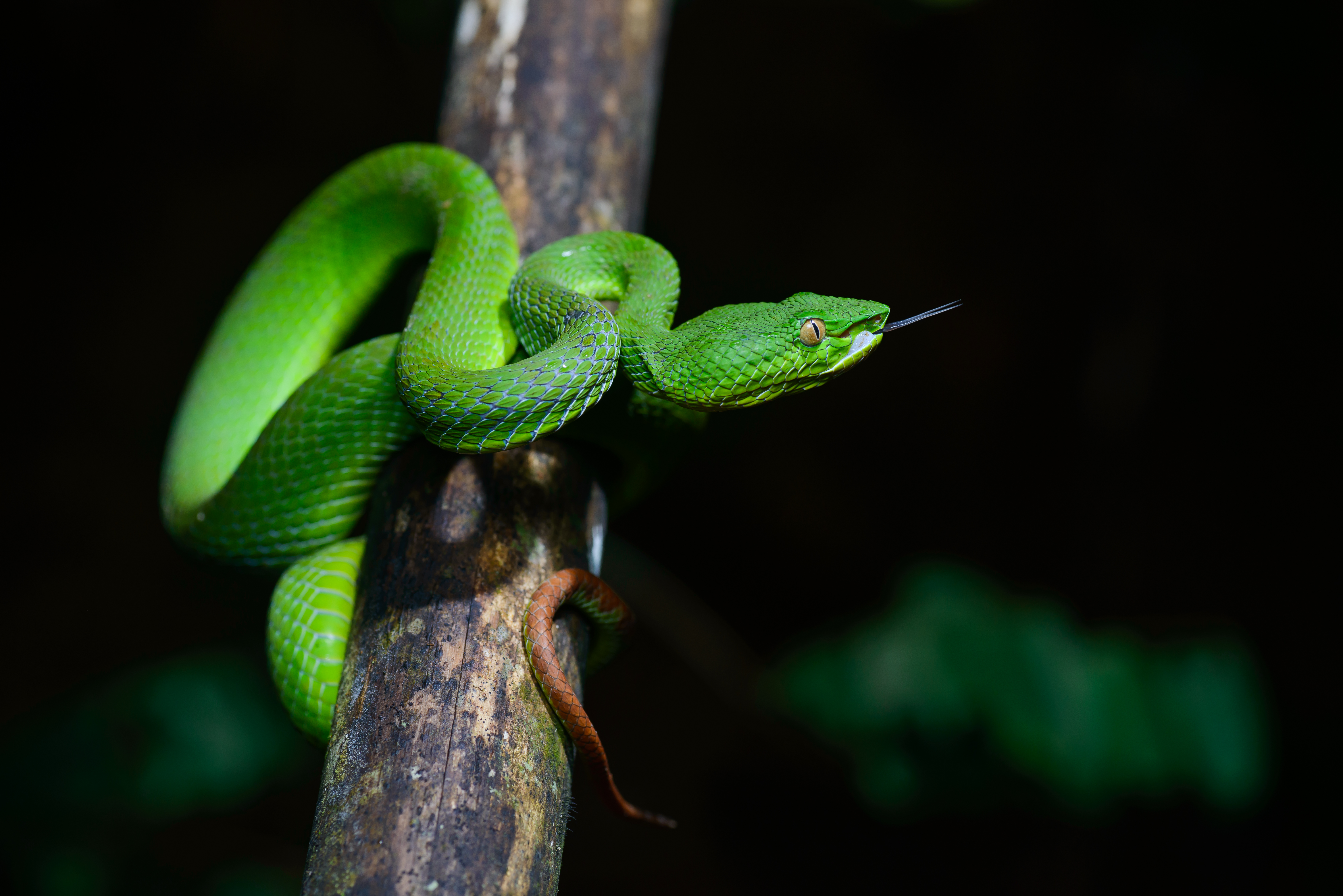
Trimeresurus fucatus
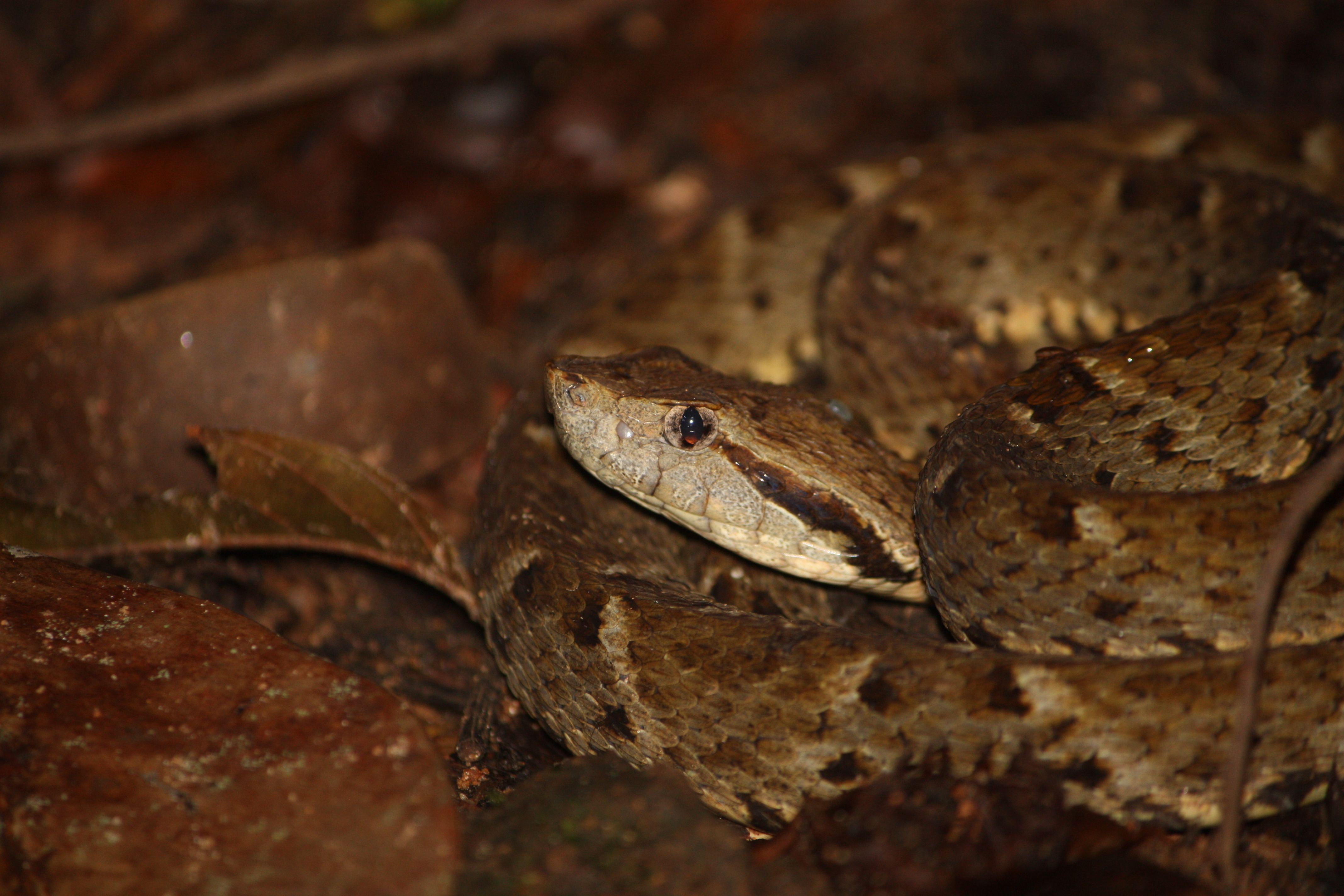
Bothrops atrox
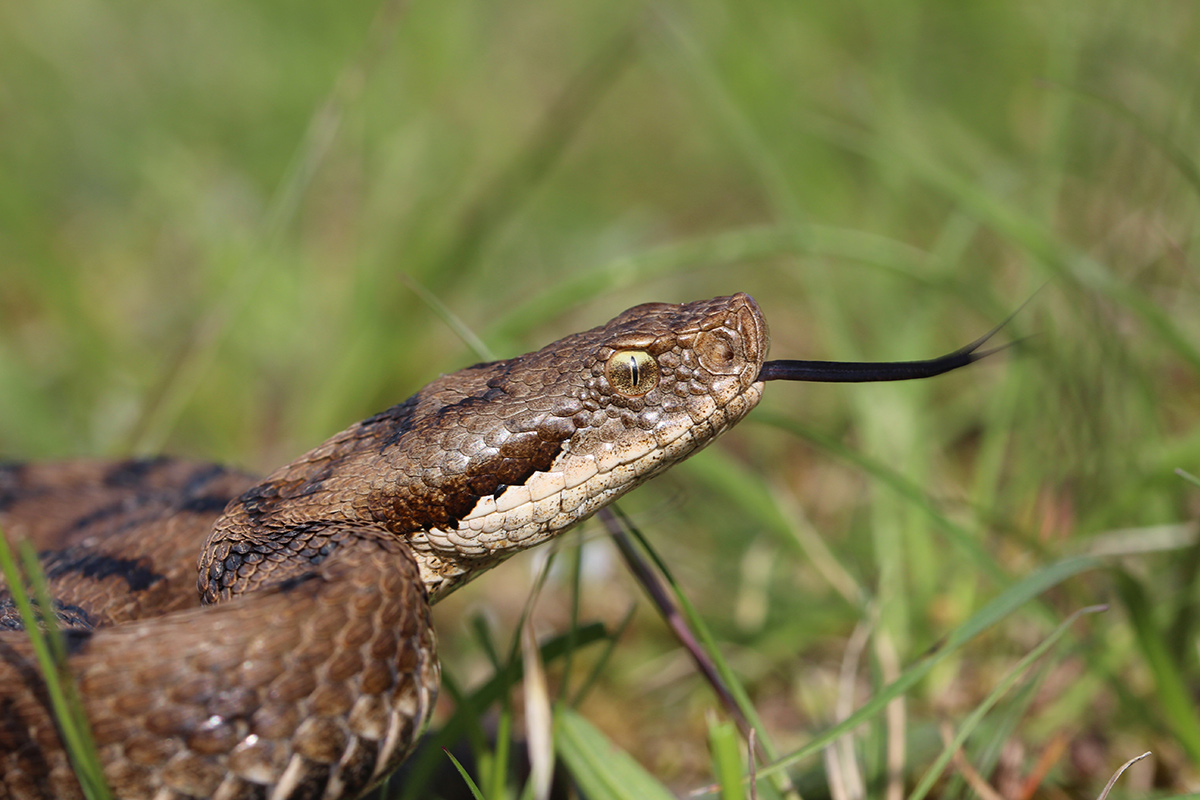
Vipera aspis
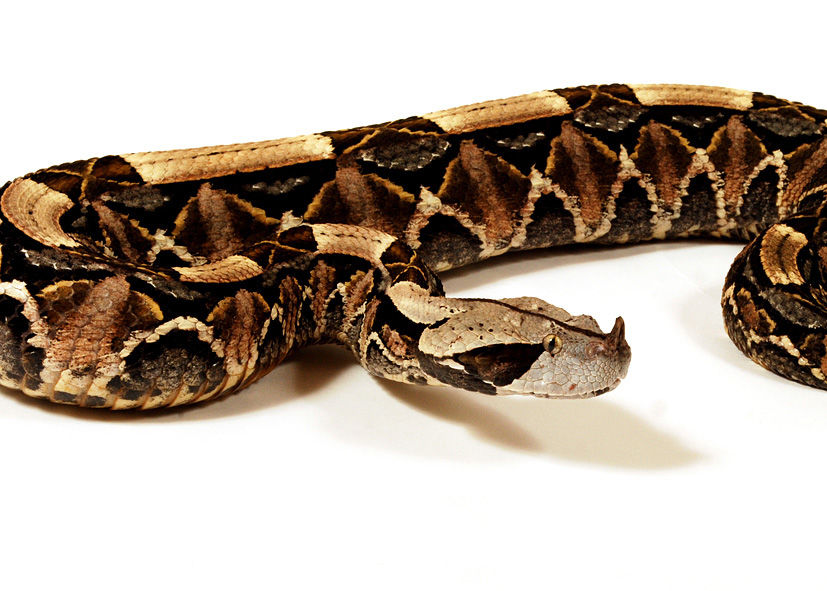
Bitis gabonica
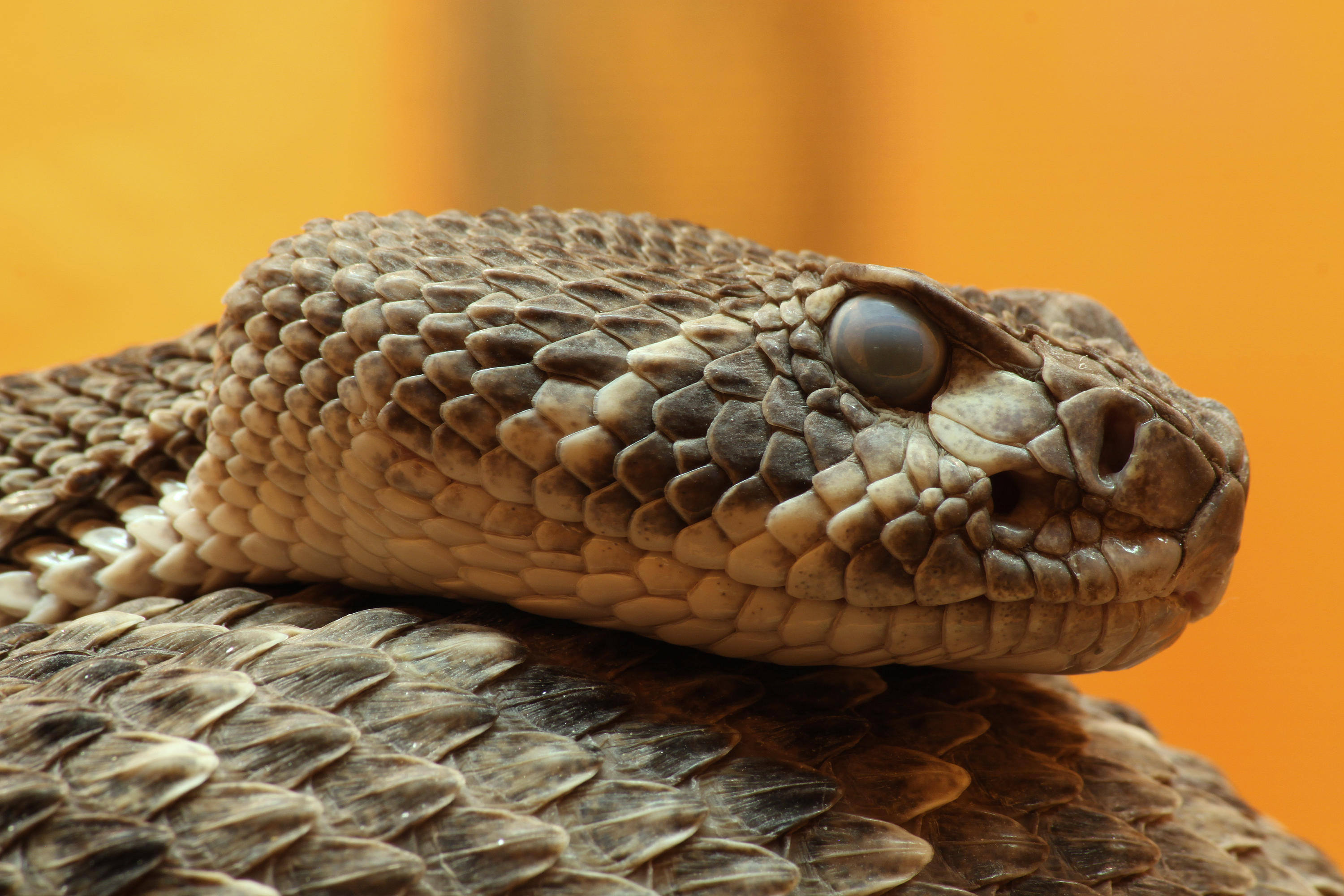
Crotalus atrox
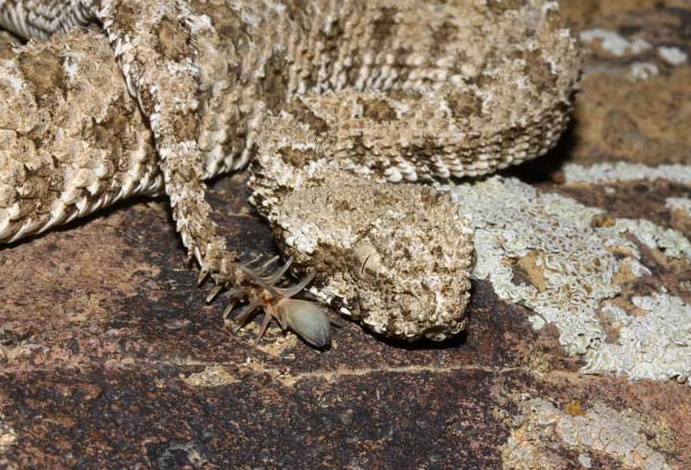
Pseudocerastes urarachnoides

## Taxinomie
C'est la seule famille de la super-famille des Viperoidea Oppel, 1811.

## Publication originale
- Oppel, 1811 : Die Ordnungen, Familien und Gattungen der Reptilien, als Prodrom einer Naturgeschichte derselben. J. Lindauer, München (texte intégral)